# IC 5356
IC 5356 је лентикуларна галаксија у сазвјежђу Рибе која се налази на листи објеката дубоког неба у Индекс каталогу.
Деклинација објекта је - 2° 21' 4" а ректасцензија 23h 47m 23,9s. Привидна величина (магнитуда) објекта IC 5356 износи 14,1 а фотографска магнитуда 15,0. IC 5356 је још познат и под ознакама MCG -1-60-34, HCG 97C, Shkh 30, PGC 72409.